# 인종
인종(人種, 영어: race)은 인간을 육체적 기질, 조상, 유전자, 사회적 관계, 또 이들 간의 복합적 관계에 기반하여 분류한 집단이다. 가장 널리 통용되는 인종에 대한 기준은 피부 색깔, 얼굴 형태, 혈통, 그리고 유전자를 기반으로 하는 것이다. 인종은 오직 생물학적으로 혹은 유전적으로 계승되는 특징에 따라 분류한 집단을 주로 가리키는 말로, 민족(ethnicity)의 분류와는 일치하기도, 일치하지 않기도 한다.
20세기 중반부터 인종에 관한 여러 이론이 비과학적인 것으로 밝혀짐에 따라 진화 생물학자들은 본질주의적 시각으로 인종을 한정된 수의 특징에 따라 분류하는 관점을 버리게 되었다. 인종에 대한 개념과 인종을 결정짓는 행위는 많은 경우 사회적 논란을 일으키는데, 그것은 인종이 사회 정체성과 정체성의 정치에 미치는 영향 때문이다. 여러 다민족 국가에서는 정책 시행이나 인구 조사 등에 있어서 인종을 고려하기도 하는데 이는 인종 차별과 관련된 여러 사회적 논의와 연관된다.

## 역사적 인종 개념
역사적으로 가장 유명한 인종 구분 용어 중 하나는 피부 색에 근거하여 사람을 분류하는 색채 용어로, 특히 백인, 황인, 흑인이라는 분류가 널리 쓰여 왔다. 이들은 근대의 과학적 인종주의(scientific racism) 이론에서 쓰이던 코카소이드, 몽골로이드, 니그로이드라는 용어에 대응되는 것인데, 나중에는 이들 분류에 잘 들어맞지 않는 오스트랄로이드나 카포이드와 같은 새로운 구분이 추가되기도 했다. 이러한 분류에 과학적인 의미가 있는지의 여부는 오늘날까지도 논쟁적인 주제로 남아있다.
20세기에 들어서는 인종주의 이론이 번성함에 따라 한 인종을 세부적인 아인종(亞人種)으로 나누는 연구가 적극적으로 진행되어, 골상학적 수치나 눈의 색깔과 같은 신체적 특징에 근거하여 코카소이드를 노르드 인종, 알프스 인종, 디나르 인종과 같이 자세하게 나누기도 하였는데, 이러한 당시의 아인종 연구는 오늘날에는 과학적 근거가 부족한 것으로 지적받고 있다.

## 같이 보기
- 색채 용어
  - 백인
  - 황인
  - 흑인
- 역사적 인종 분류
  - 코카소이드
  - 니그로이드
  - 몽골로이드
  - 오스트랄로이드